# Élections départementales en France
En France, les élections départementales permettent d'élire les membres des conseils départementaux, assemblées délibérantes des départements.
Ce scrutin succède aux « élections cantonales » qui, jusqu'en 2011, permettaient d'élire des « conseillers généraux », élus pour six ans mais renouvelés par moitié tous les trois ans.

## Historique
| Année | Taux de participation | Taux de participation |
| Année | 1er tour              | 2e tour               |
| ----- | --------------------- | --------------------- |
| 1976  | 65,38 %               | 67,63 %               |
| 1979  | 65,43 %               | 65,41 %               |
| 1982  | 68,17 %               | 70,00 %               |
| 1985  | 66,70 %               | 66,24 %               |
| 1988  | 49,13 %               | 47,03 %               |
| 1992  | 70,66 %               | 62,01 %               |
| 1994  | 60,35 %               | 58,73 %               |
| 1998  | 60,32 %               | 54,89 %               |
| 2001  | 65,48 %               | 56,25 %               |
| 2004  | 63,91 %               | 66,48 %               |
| 2008  | 64,89 %               | 55,45 %               |
| 2011  | 44,32 %               | 44,77 %               |
| 2015  | 50,17 %               | 49,98 %               |
| 2021  | 33,32 %               | 34,36 %               |

### Élections cantonales (1833-2014)
Le scrutin utilisé pour les élections au conseil général était un scrutin uninominal majoritaire à deux tours, sur le modèle des élections présidentielle et législatives, un conseiller général étant élu par canton. La dernière élection cantonale partielle a lieu en novembre 2014.
Ce mode de scrutin est ancien, il est adopté sous la monarchie de Juillet. Il est la conséquence inévitable d'un autre choix, celui du canton : la loi du 22 juin 1833 déclare que le conseil général est composé d’autant de membres qu'il y a de cantons dans le département. Cependant, à l'époque, tous les cantons ne sont pas représentés au conseil général. 
Le nombre de conseillers généraux est limité à trente par département. Un même conseiller représente donc deux ou même parfois trois cantons. Sous la IIe République, le principe selon lequel « il sera élu un membre du conseil général dans chaque canton » est adopté. Lors de la discussion de la « charte départementale » de 1871, le système fait l'unanimité.
Selon le code électoral en vigueur en 2010, un candidat est élu au premier tour s'il a recueilli la majorité absolue des suffrages exprimés et au moins 25 % des inscrits. Pouvait se présenter au second tour, tout candidat ayant obtenu au premier tour un nombre de voix égal à au moins 12,5 % des inscrits (10 % avant une réforme de 2010). Dans tous les cas, même s'ils n'avaient obtenu le nombre de voix minimal prévu ci-dessus, les deux candidats qui avaient obtenu le plus grand nombre de voix au premier tour peuvent se présenter au second tour.
Le candidat élu au second tour est celui qui obtenait le plus grand nombre de suffrages, quel que soit le taux de participation. En cas d'égalité de suffrages, le plus âgé remportait l'élection.

#### Réforme avortée de 1990
En 1990, afin de faire coïncider le renouvellement des conseils généraux avec celui des conseils régionaux et de supprimer par la même occasion le renouvellement par moitié des conseils généraux tous les trois ans, le mandat des conseillers généraux élus en mars 1985 est prolongé jusqu’en mars 1992, tandis qu'il est prévu que les conseillers généraux de l’autre série seraient élus en mars 1994 pour quatre ans seulement. Ensuite, à partir de 1998, les conseillers généraux des deux séries seraient élus ensemble pour six ans. 
Mais en 1994, le renouvellement triennal par moitié est rétabli et le mandat des conseillers généraux élus en mars 1994 est prolongé jusqu’en mars 2001 de manière à rétablir l'ordre normal de renouvellement des conseils généraux.

#### Réforme avortée de 2010
La réforme des collectivités territoriales françaises de 2010 prévoyait que le mandat des conseillers généraux élus en mars 2011 expire exceptionnellement en mars 2014 puis qu'ils soient remplacés par des conseillers territoriaux siégeant à la fois au conseil général et au conseil régional. 
La première élection de ce type devait avoir lieu en 2014, mais, à la suite des élections présidentielle et législatives de 2012, la nouvelle majorité de gauche a décidé de revenir sur la création du conseiller territorial, conformément aux engagements de François Hollande lors de son discours électoral de Dijon. 
La réforme créant le conseiller territorial a donc été abrogée par la loi du 17 mai 2013, sans avoir eu le temps d'être mise en œuvre.

### Élections départementales (réforme de 2013)
Les élections cantonales sont remplacées par les élections départementales. À cette occasion, les modalités du scrutin sont modifiées avec la mise en place des binômes de conseillers femme-homme, et les cantons sont redécoupés de façon à réduire leur nombre environ de moitié.
Le mode de scrutin est binominal majoritaire à deux tours. La durée du mandat des conseillers départementaux est de 6 ans. Ainsi, à chaque élection, le Conseil Départemental est entièrement renouvelé.
Pour ne pas surcharger le calendrier électoral de 2014 où sont déjà prévues des élections municipales, européennes et sénatoriales, les élections départementales et régionales sont décalées à mars 2015. Les élections régionales sont repoussées une nouvelle fois à décembre 2015, la concomitance des deux élections, un temps envisagée, étant finalement abandonnée.
Le nombre de cantons est réduit de moitié à l’occasion d’un redécoupage opéré par une série de décrets publiés entre le 13 et le 26 février 2014. Ce redécoupage a de plus été mis à profit pour créer des cantons conformes au « principe d'égalité devant le suffrage » édicté par une décision du Conseil constitutionnel par un respect de l'égalité démographique entre les nouveaux cantons. Ainsi par exemple, le département de l'Ain comptait avant la réforme 43 cantons dont la population variait de 3 732 habitants (canton de Brénod) à 38 902 habitants (canton de Ferney-Voltaire) ; après la réforme, il n'en compte plus que 23 dont le découpage a été opéré de façon que leur population soit comprise entre 20 000 et 30 000 habitants. Le poids des cantons ruraux est ainsi diminué par rapport à celui des cantons urbains.

## Mode de scrutin
La circonscription électorale pour l'élection des conseillers départementaux (conseillers généraux avant 2015) est le canton.
Les élections ont lieu au scrutin majoritaire binominal à deux tours. Le système est paritaire : les candidatures sont présentées sous la forme d'un binôme composé d'une femme et d'un homme avec leurs suppléants (une femme et un homme également).
Pour être élu au premier tour, un binôme doit obtenir la majorité absolue des suffrages exprimés et un nombre de suffrages au moins égal à 25 % des électeurs inscrits. Si aucun binôme n'est élu au premier tour, seuls peuvent se présenter au second tour les binômes qui ont obtenu un nombre de suffrages au moins égal à 12,5 % des électeurs inscrits, sans possibilité pour les binômes de fusionner. Si un seul binôme a obtenu 12,5 % des inscrits, ou si aucun binôme n'a obtenu au moins 12,5 %, les deux binômes ayant obtenu le plus de voix au premier tour peuvent se présenter,. Est élu au second tour le binôme qui obtient le plus grand nombre de voix,,.
Afin de permettre la mise en œuvre de la réforme de 2013, qui prend effet lors des élections départementales françaises de 2015, les cantons ont été entièrement redécoupés en 2014 de manière à assurer que, dans chaque département, les cantons aient approximativement la même population (qui n'est pas toujours le cas dans les découpages antérieurs),. Il y a désormais 2 054 cantons, chacun élisant deux conseillers départementaux soit 4 108 élus.

## Règles juridiques et financières

### Conditions d'éligibilité
Les conditions pour pouvoir se présenter au scrutin sont les suivantes :
- être inscrit sur une liste électorale, ou justifier devoir y être inscrit avant le jour de l'élection[23] ;
- être français et avoir au moins 18 ans le jour de l'élection[23] ;
- avoir satisfait aux obligations posées par le service national ;
- avoir une attache avec le département d'élection (soit le domicile, soit une attache fiscale)[23], [N 1]
- faire une déclaration de candidature auprès de la préfecture.

La déclaration de candidature en préfecture est accompagnée d'un certain nombre de justificatifs à fournir : pièce d'identité, attestation d'inscription sur une liste électorale du département, attestation de domicile, attestation d'inscription sur le rôle des contributions directes.

#### Inéligibilités et incompatibilités
De nombreuses dispositions du code électoral établissent des inéligibilités et des incompatibilités, destinées à assurer à la fois la liberté de conscience des électeurs et l'indépendance des élus. C'est ainsi, par exemple, que ne peuvent être candidats des hauts fonctionnaires de l'État dans le département, , ainsi que les agents du département, les dirigeants d'établissements publics départementaux et les entrepreneurs de services départementaux, dans le département concerné.
De plus, ne peuvent être candidats : 
- le contrôleur général des lieux de privation de liberté si ce n'est pour renouveler le mandat de conseiller départemental dont il était titulaire avant sa désignation[27] ;
- les personnes déclarées inéligibles pour avoir commis certains crimes et délits[28] ou certaines irrégularités financières dans des scrutins passés[29], ainsi que les personnes placées  sous tutelle ou sous curatelle[30] ;
- les conseillers départementaux déclarés démissionnaires d'office depuis moins d'un an pour avoir refusé de remplir une des fonctions qui leur sont dévolues par les lois[31] ;
- les militaires de carrière ainsi que les préfets, quels que soient leurs lieux d'affectation[32] ;
- les policiers, « dans les cantons où ils exercent ou ont exercé leurs fonctions depuis moins de six mois »[33].

### Dispositions financières
Les dépenses de campagne peuvent être prises en compte pendant toute l'année précédant la date du scrutin du premier tour.
Six mois avant le scrutin, les campagnes publicitaires des collectivités locales sont interdites (pour éviter l'auto-promotion des réalisations et de la gestion de la collectivité).
Trois mois avant :
- les numéros gratuits d'appel téléphoniques ou télématiques de soutien aux candidats sont interdits,
- la publicité commerciale par voie de presse ou par tout moyen de communication audiovisuelle est interdite,
- l'affichage en dehors des panneaux officiels est interdit (affichage commercial).

Deux mois avant :
- la commission de propagande est constituée
- le dépôt de candidature est ouvert à la préfecture,
- la campagne électorale est officiellement ouverte.

Un mois avant :
- la commission de contrôle est installée,
- la profession de foi officielle des candidats est reçue,

Le dernier jeudi avant le premier tour est la date limite d'apposition des affiches sur les panneaux officiels. Le dernier vendredi avant le premier tour est la date limite de notification aux maires des listes de délégués et d'assesseurs. Le samedi, veille du scrutin :
- à 00 h 00, interdiction de toute propagande audiovisuelle, de tous sondages,
- à 12 h 00, limite pour la remise des bulletins de vote (hors commission de propagande),
- à 24 h 00, fin officielle de la campagne électorale.

#### Règles générales
Les dons et les dépenses sont plafonnées selon des règles strictes : le plafond de dépenses électorales par habitant est étroitement lié au nombre d'habitants dans la circonscription (en général, moins il y a d'habitants plus le plafond par habitant est élevé et l'impact sur le montant global est calculé selon une méthode par tranches, ce qui fait qu'aucune circonscription n'a le même plafond par habitant, sauf pur hasard) ;
Le candidat ne peut recevoir de dons en espèces en mains propres, seul son mandataire financier peut recevoir les dons et les contributions financières de son parti. Les dons de plus de 150 euros doivent être recueillis par chèque et un même donateur ne peut verser plus de 4 600 euros ;
Le candidat a l'obligation de déposer un compte de campagne auprès de la Commission nationale des comptes de campagne.
Il existe deux types de dépenses :
- celles relevant de l'article R 39 du code électoral : affiches officielles, prestation d'affichage officiel, bulletins de vote, profession de foi officielle ;
- les autres dépenses à retracer dans le compte de campagne. Ces dernières doivent :
  - être justifiées par pièces justificatives,
  - être engagées exclusivement dans l'année précédant l'élection,
  - être facturées au prix du marché (pas de rabais, ni de remises exceptionnelles),
  - être payées par le candidat ou par son mandataire financier, TVA comprise.

L’État rembourse les dépenses du candidat à hauteur de 47,5 % du plafond des dépenses à la condition que le candidat :
- ait obtenu au moins 5 % des suffrages exprimés au premier tour ;
- n'ait pas dépassé le plafond des dépenses ;
- ait déposé dans les temps son compte de campagne ;
- ait réglé toutes ses factures avant le dépôt de son compte de campagne.

Cependant, certaines dépenses sont exclues du remboursement, parmi elles :
- les frais de commissaires de justice et d'avocats,
- les frais de déplacements des orateurs nationaux,
- la location d'un local,
- les affiches et tracts de remerciements après le scrutin,
- ainsi que le pot de remerciements offerts aux militants après le scrutin.

#### Compte de campagne
Le candidat a l'obligation d'ouvrir un compte bancaire ou postal spécifique pour sa campagne électorale et doit tenir un livre-journal.
Toutes les dépenses relatives à l'élection et effectuées dans l'année précédant l'élection peuvent être prises en charge dans le cadre du compte de campagne : matériel de propagande, personnel, prestations de services (conseil en communication, enquêtes, sondages, publications, impressions, publicités), transports (essence, location de véhicules, etc.), frais de réception, frais postaux et de distribution, télécommunications, Internet, frais financiers et intérêts d'emprunt.
Pour se financer, le candidat peut :
- faire un apport personnel,
- faire un emprunt auprès d'un établissement financier (les intérêts sont inclus dans le compte de campagne),
- recevoir des dons de particuliers (dans une limite maximale),
- recevoir une contribution de son parti sous forme d'apport ou de prise en charge des factures,
- bénéficier de prestations en nature (par exemple affichage par des militants, distribution de tracts),
- vendre des petits objets marqués électoralement (briquets, autocollants, crayons, pin's, etc.).

Si le candidat reçoit des dons de particuliers ou des contributions financières de son parti, il a l'obligation d'avoir un mandataire financier et il doit émettre obligatoirement un reçu. Le candidat ne peut recevoir de don d'une société ou d'une association. Il ne peut bénéficier d'une remise ou d'un rabais exceptionnel sur ses factures, ni d'un abandon de créance. Le compte de campagne qui retrace l'ensemble des recettes et des dépenses de la campagne pour leur montant TTC — le candidat ne peut bénéficier de régime de TVA déductible — doit être équilibré (ni déficit, ni excédant) et doit être certifié par un expert-comptable, choisi librement par le candidat (ses honoraires sont inclus dans le compte de campagne).

## Contentieux

### Contentieux électoral
Tout électeur et tout éligible peuvent contester le résultat des élections départementales devant le tribunal administratif et en appel devant le Conseil d'État.

### Contentieux financier
La Commission nationale des comptes de campagne vérifie le compte de campagne et peut :
- rendre une décision d'approbation (avec ou sans réformation) ou de rejet du compte de campagne, mais aussi de constatation de non-dépôt ;
- saisir le juge de l'élection pour que soient prises des sanctions électorales ;
- transmettre le dossier au parquet en cas d'infraction pénale supposée, afin que celui-ci engage les poursuites appropriées.

## Résultats
| Élections      | Série                   | Présidences (hors Paris) | Présidences (hors Paris) | Présidences (hors Paris) | Présidences (hors Paris) | Carte |
| -------------- | ----------------------- | ------------------------ | ------------------------ | ------------------------ | ------------------------ | ----- |
| Élections      | Série                   |                          |                          |                          |                          | Carte |
| Élections      | Série                   | Gauche                   | Centre                   | Droite                   | Autres                   | Carte |
| IVe République |                         |                          |                          |                          |                          |       |
| 1945           | Intégrale               |                          |                          |                          |                          |       |
| 1949           | 1                       |                          |                          |                          |                          |       |
| 1951           | 2                       |                          |                          |                          |                          |       |
| 1955           | 1                       |                          |                          |                          |                          |       |
| 1958           | 2                       |                          |                          |                          |                          |       |
| Ve République  |                         |                          |                          |                          |                          |       |
| 1961           | 1                       |                          |                          |                          |                          |       |
| 1964           | 2                       |                          |                          |                          |                          |       |
| 1967           | 1                       |                          |                          |                          |                          |       |
| 1970           | 2                       | 33                       |                          | 59                       |                          |       |
| 1973           | 1                       | 28                       |                          | 64                       |                          |       |
| 1976           | 2                       | 42                       |                          | 57                       |                          |       |
| 1979           | 1                       | 47                       |                          | 52                       |                          |       |
| 1982           | 2                       | 36                       |                          | 63                       |                          |       |
| 1985           | 1                       | 29                       |                          | 70                       |                          |       |
| 1988           | 2                       | 29                       |                          | 70                       |                          |       |
| 1992,          | 1                       | 23                       |                          | 76                       |                          |       |
| 1994           | 2                       | 24                       |                          | 75                       |                          |       |
| 1998           | 1                       | 36                       |                          | 63                       |                          |       |
| 2001,          | 2                       | 40                       |                          | 59                       |                          |       |
| 2004           | 1                       | 50                       |                          | 49                       | 1 (Mayotte)              |       |
| 2008           | 2                       | 57                       | 3                        | 40                       |                          |       |
| 2011           | 1                       | 59                       | 1                        | 40                       |                          |       |
| 2015           | Renouvellement intégral | 30                       | 1                        | 66                       | 1 (Tarn-et-Garonne)      |       |
| 2021           | Renouvellement intégral | 26                       | 4                        | 65                       |                          |       |